# Programa de Trautenau
El Programa de Trautenau del 15 de agosto de 1904 fue el programa político del Partido Obrero Alemán austro-húngaro, redactado en la ciudad de Trautenau por Alois Ciller, un sindicalista nacionalista alemán moravo. El DAP fue fundado en Aussig en noviembre de 1903 por Ferdinand Burschofsky, Ludwig Vogel y Alois Ciller. El objetivo del DAP era el de dotar al sindicato nacionalista Mährisch-Trübauer Verband de un brazo electoral con un programa y puntos básicos fundamentados tanto en el socialismo como en la perspectiva nacional.
Con la entrada de Rudolf Jung al DAP en 1909, el partido se alejaría de la socialdemocracia revolucionaria y en 1913 se crearía el Programa de Iglau, en donde hay una mayor presencia de la cuestión racial, el Lebensraum y un antisemitismo explicito, casi omitido en el Programa de Trautenau. También se compara al marxismo y al nacionalsocialismo con el fin de resaltar sus diferencias ideológicas y clarificar los ideales del DAP.

## Puntos del programa

### Preámbulo
El Partido Obrero Alemán busca la elevación y la liberación de la clase trabajadora alemana de su actual condición de opresión económica, política y cultural. Parte de la convicción de que sólo dentro de los límites naturales de su propio pueblo [Volkstums] puede el trabajador alcanzar el pleno valor de su trabajo e inteligencia con respecto a las demás comunidades culturales.
Rechazamos la organización a escala internacional porque oprime a los trabajadores mayoritarios en pro de los minoritarios, impidiendo así cualquier progreso real para la clase obrera alemana en Austria.
El Partido Obrero Alemán afirma la posición de que una mejora en las condiciones económicas y sociales solo se puede lograr a través de la organización a través de asociaciones profesionales [berufsgenossenschaftliche], que el trabajo de reforma positivo y decidido puede superar las condiciones sociales insostenibles de hoy y salvaguardar el progreso social de la clase trabajadora.
No constituimos un partido de clase estrecho. El Partido Obrero Alemán representa los intereses de todos los trabajadores honestos y productivos en general, y lucha por la eliminación completa de todas las disparidades y la creación de condiciones más justas en todas las áreas de la vida pública.
Somos un partido de liberación nacional [freiheitliche] que combate con absoluta severidad todas las ambiciones reaccionarias, todos los privilegios feudales, clericales y capitalistas, así como todas las influencias racialmente extranjeras [fremdvölkischen].
El progreso, el trabajo y la tecnica [Wissen] como base del estado y la sociedad es nuestro objetivo, y la organización económica y política del pueblo trabajador alemán es el medio del Partido Obrero Alemán para alcanzar este fin.

### I.
El cumplimiento de las demandas culturales del estado austríaco se vuelve constantemente imposible por las llamadas cuestiones de Estado [Staatsfragen]. La resolución de estas cuestiones sólo es posible de tal manera que Austria se convierta en un estado uniforme y, por lo tanto, viable.
Por lo tanto exigimos:
1. Federación voluntaria con Hungría.
2. Estatuto especial para Galicia y Bucovina dentro de una federación cisletana, para la cual se designará el nombre Austria.
3. Declaración legal del alemán como lengua estatal de Austria; el alemán será, por tanto, el idioma exclusivo del ejército, los órganos representativos y los cargos públicos; nombramiento de funcionarios y jueces en áreas de habla alemana.

### II.
En la esfera política, el Partido Obrero Alemán exige la libre autodeterminación para el desarrollo de la naturaleza propia de cada pueblo [Volkswesen]
1. Introducción del sufragio universal, igual y directo; la demarcación nacional de circunscripciones electorales; voto obligatorio estatutario; un sistema electoral proporcional; penas severas por abusos electorales; abolición de la Cámara de los Lores [Herrenhauses].
2. Ampliación cabal del autogobierno político.
3. Estipulación de períodos legislativos de tres años.
4. Leyes para la libre asociación y libre reunión; leyes para proteger la libertad de expresión y libertad de prensa; abolición del procedimiento objetivo; desregulación del colportage.
5. Protección contra cualquier injerencia en el ejercicio de los derechos políticos, en particular contra la utilización de las condiciones salariales y de empleo para restringir los derechos personales de libre determinación.
6. Las leyes fundamentales [Staatsgrundgesetze] no pueden ser modificadas por decreto; El artículo 14 de la Ley Fundacional debe ser abolido.
7. Los ministros individuales deben ser seleccionados del Consejo Imperial [Reichsrat] y responsables, bajo pena severa, del mantenimiento de la constitución y de la justa implementación de la ley.

### III.
La política económica del estado tiene que adaptarse a los intereses de las masas populares. En particular, el desarrollo de una legislación de protección laboral es una necesidad apremiante.
En las esferas económica y sociopolítica se debe buscar principalmente lo siguiente:
1. Creación de un territorio aduanero común con el Reich alemán.
2. Transferencia de empresas capitalistas a gran escala, en las que la propiedad privada es perjudicial para el bien común, a la posesión del Reich, provincia o municipio, en particular la nacionalización de la industria minera y los ferrocarriles.
3. Reforma de todo el sistema tributario; abolición de todos los impuestos indirectos e introducción de un impuesto sobre la renta progresivo; fijación de un salario digno libre de impuestos [Existenzminimums]; la programación de tasas impositivas más altas para los ingresos de los rentistas y tasas más bajas para los ingresos del trabajo; reforma del impuesto de sucesiones; elevación del impuesto bursátil; introducción de impuestos de lujo; estrictas sanciones por evasión de impuestos.
4. Libertad de asociación plena e ilimitada [Koalitionsfreiheit]; reconocimiento legal de los sindicatos en las corporaciones; plena libertad de asociación para las comunas agrícolas.
5. Creación de Cámaras de Trabajo para la promoción de los intereses económicos de la clase trabajadora.
6. Fijación de un salario mínimo para cada ocupación y municipio; adopción de normas legales que lo permitan. Administraciones públicas y órganos autónomos municipales [Selbstverwaltungskörpern] para evitar la participación de trabajadores extranjeros a efectos de presión salarial.
7. Organización de una oficina pública de empleo [Arbeitsnachweises] mediante la derogación de las agencias privadas de empleo [Arbeitsvermittlung].
8. Regulación del trabajo a domicilio, teniendo como fin último su abolición.
9. Regulación legal de las horas de trabajo sobre la base de la jornada de ocho horas, con jornadas laborales más cortas establecidas para las industrias peligrosas; legislación de protección laboral internacional.
10. Prohibición del trabajo nocturno en todas las industrias, salvo cuando sea indispensable por razones técnicas; una prohibición total del trabajo nocturno para las mujeres y hombres jóvenes.
11. Implementación general de un período de descanso semanal de 36 horas [36stündigen Sonntagsruhe]; las trabajadoras tendrán sábados libres desde la tarde. 12. Prohibición del trabajo femenino en empresas peligrosas para la salud y en la minería; introducción de la licencia de maternidad; prohibición total del trabajo remunerado para los menores de 14 años y establecimiento de un período de trabajo más corto para los trabajadores jóvenes.
13. Establecimiento de certificados de calificación como requisito para trabajos de alta calificación; disposiciones legales más estrictas que cubran la prevención de accidentes y las condiciones de los lugares de trabajo.
14. Desarrollo de las Inspecciones Comerciales y ampliación de sus competencias; nombramiento de auxiliares de inspección de fábricas, que deben provenir de la clase obrera; designación de inspectoras para empresas con mano de obra femenina; mantenimiento de estadísticas laborales.
15. Establecimiento de tribunales industriales [Gewerbegerichten] en todos las principales zonas industriales; los tribunales laborales se estructurarán como agencias de arbitraje para todos los conflictos laborales y salariales.
16. Establecimiento de una Ley de Vivienda para los Trabajadores; introducción de inspecciones de viviendas; facilitación programada de la reforma agraria.
17. Reforma uniforme de todo el sistema de seguro laboral; expansión de los seguros de salud y accidentes; introducción de un seguro general de vejez e inválido, así como prestaciones de viudedad y orfandad; seguro contra el desempleo mediante el apoyo a los esfuerzos de los sindicatos libres en este sentido, además de estructurar esta rama del seguro dentro del seguro de los trabajadores.
18. Creación de un Ministerio del Trabajo, al que se subordinan todas las inspecciones de comercio y minería, así como el sistema de seguridad social.

### IV.
El Partido Obrero Alemán exige en el campo cultural:
1. Total separación entre Iglesia-Estado.
2. Mejora de la situación jurídica de la mujer y reforma de la Ley de Matrimonio.
3. Reforma del sistema escolar en el espíritu del Volksgeist moderno; separación total entre la Escuela y la Iglesia; materiales de aprendizaje complementarios y educación pública; regulación de la educación superior y la educación técnica; para los docentes, un ingreso adecuado a su formación y responsabilidad; libre elección de los representantes de los docentes en todos los órganos del consejo escolar.
4. Simplificación de la administración de justicia [Rechtspflege] y representación legal gratuita; compensación para los detenidos y condenados injustamente; nacionalización de la profesión médica.
5. De conformidad con el servicio militar obligatorio general, la reestructuración del ejército en un ejército popular [Volksheer], en el que cualquier persona capaz puede ascender a los puestos más altos; reducción del tiempo de servicio activo; restricciones a la jubilación de los oficiales más capaces; audiencias públicas para cortes marciales.